# Jay Bowerman

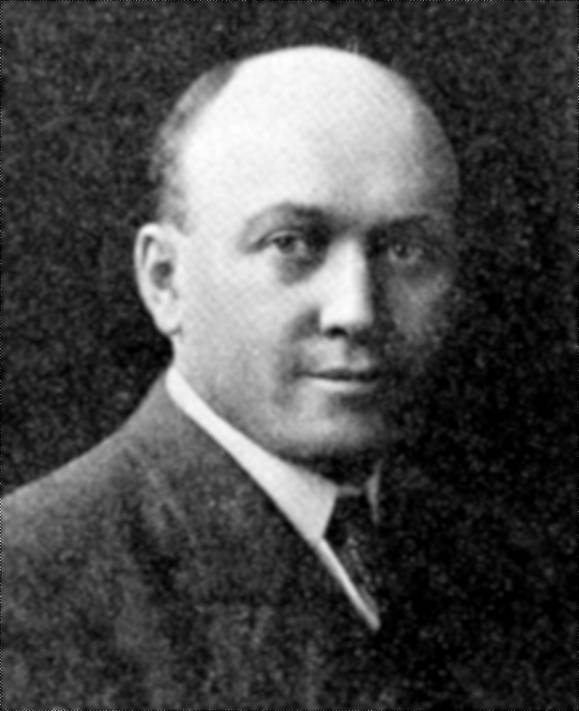
Jay Bowerman

Jay Bowerman (* 15. August 1876 in Hesper, Winneshiek County, Iowa; † 25. Oktober 1957 in Portland, Oregon) war ein US-amerikanischer Politiker und von 1910 bis 1911 der 13. Gouverneur des Bundesstaates Oregon.

## Frühe Jahre
Jay Bowerman besuchte die örtlichen Schulen seiner Heimat. Im Jahr 1893 kam er mit seiner Familie nach Salem in Oregon. Dort studierte er bis 1896 an der Willamette University Jura. Während des Spanisch-Amerikanischen Krieges war er für kurze Zeit Soldat. Danach war er in Oregon als Anwalt tätig.

## Politische Laufbahn
Bowerman war Mitglied der Republikanischen Partei. 1904 wurde er in den Senat von Oregon gewählt, vier Jahre später schaffte er die Wiederwahl in dieses Gremium. Ab 1909 war er Präsident der Parlamentskammer. In dieser Eigenschaft fiel ihm im Juni 1910 das Amt des Gouverneurs zu. Der im Jahr 1906 wiedergewählte Gouverneur George Earle Chamberlain war im Februar 1909 zurückgetreten, um in den Kongress zu wechseln. Sein Nachfolger wurde verfassungsgemäß Staatssekretär Frank W. Benson. Als Benson im Juni 1910 aus gesundheitlichen Gründen das Amt aufgab, musste der Senatspräsident, also Jay Bowerman, die restliche Amtszeit als Gouverneur beenden.
Ursprünglich hatte Benson eine Rückkehr nach seiner Erholung geplant; da diese aber nicht eintrat, musste Bowerman bis zum 8. Januar 1911 als Gouverneur amtieren. In diesen sechs Monaten hat er keine größeren Akzente setzen können. Er untersagte den Banken des Staates risikoreiche Spekulationen mit Aktien. 1910 bewarb sich Bowerman um eine reguläre Amtszeit als Gouverneur. Er unterlag aber bei den Wahlen dem Demokraten Oswald West. Dabei hat offenbar auch ein Skandal wegen einer Affäre mit seiner Sekretärin eine Rolle gespielt.

## Weiterer Lebenslauf
Nach dem Ende seiner Amtszeit war er noch bis 1911 Mitglied des Staatssenats. Dann zog er nach Portland, wo er als Rechtsanwalt arbeitete. Er wurde dann bei der Legislative ein aktiver Lobbyist für verschiedene Firmen und beteiligte sich persönlich mit dem Kauf von Staatsanleihen für den Ausbau des Straßennetzes. Bowerman starb im Jahr 1957. Er war zweimal verheiratet und hatte insgesamt fünf Kinder. Sein 1911 geborener Sohn Bill wurde ein erfolgreicher Leichtathletiktrainer und war Mitbegründer der Firma Nike.